# Lutjanus monostigma
Lutjanus monostigma is een straalvinnige vis uit de familie van snappers (Lutjanidae) en behoort derhalve tot de orde van baarsachtigen (Perciformes). De vis kan een lengte bereiken van 60 centimeter.

## Leefomgeving
Lutjanus monostigma is een zoutwatervis. De vis prefereert een tropisch klimaat en heeft zich verspreid over de Grote en Indische Oceaan. De diepteverspreiding is 1 tot 60 meter onder het wateroppervlak.

## Relatie tot de mens
Lutjanus monostigma is voor de visserij van aanzienlijk commercieel belang. In de hengelsport wordt er weinig op de vis gejaagd.
Voor de mens is Lutjanus monostigma potentieel gevaarlijk, omdat er vermeldingen van ciguatera-vergiftiging zijn geweest.